# Duitse jachtterriër
De Duitse jachtterriër is een hondenras dat afkomstig is uit Duitsland. Deze terriër is rond 1920 ontstaan in Beieren uit een kruising tussen de Welsh terriër en de foxterriër. Het dier wordt gewoonlijk uitsluitend gebruikt als jachthond. Indien toch gebruikt als gezinshond, moet hij veel bewegingsmogelijkheid hebben. Een volwassen dier is maximaal ongeveer 40 centimeter hoog.
Airedaleterriër ·
Amerikaanse staffordshireterriër ·
Australische silkyterriër ·
Australische terriër ·
Bedlingtonterriër ·
Borderterriër ·
Braziliaanse terriër ·
Bulterriër ·
Cairnterriër ·
Ceskyterriër ·
Dandie Dinmont-terriër ·
Duitse jachtterriër ·
Engelse toyterriër ·
Foxterriër ·
Glen of Imaalterriër ·
Ierse terriër ·
Irish soft-coated wheaten terrier ·
Jackrussellterriër ·
Japanse terriër ·
Kerry blue-terriër ·
Lakelandterriër ·
Manchesterterriër ·
Miniatuur Bulterriër ·
Norfolkterriër ·
Norwichterriër ·
Parson Russell-terriër ·
Schotse terriër ·
Sealyhamterriër ·
Skyeterriër ·
Staffordshire-bulterriër ·
Welsh terriër ·
West Highland white terrier ·
Yorkshireterriër